# Dicymbium salaputium
Dicymbium salaputium is een spinnensoort in de taxonomische indeling van de hangmatspinnen (Linyphiidae).
Het dier behoort tot het geslacht Dicymbium. De wetenschappelijke naam van de soort werd voor het eerst geldig gepubliceerd in 1986 door Kendo Saito.